# Макропома
Макропома — рід риб родини латимерієві, що вимер наприкінці крейдяного періоду, 75-70 мільйонів років тому. Цей рід є найбільш близьким до єдиного зараз існуючого роду підкласу целакантових — латимерія (Latimeria).
Макропоми населяли морські акваторії, будова їхнього тіла була дуже схожа на сучасних латимерій, але, на відміну від них, вони були значно менші (в середньому 50-55 сантиметрів в довжину).
Викопні рештки макропом знайдені на території Великої Британії та Чехії.